# 石川県道221号瓜生能瀬線
石川県道221号瓜生能瀬線（いしかわけんどう221ごう うりゅうのせせん）は、石川県河北郡津幡町内にある一般県道（石川県道）である。

## 概要
- 起点：石川県河北郡津幡町字瓜生ヌ15番地先
- 終点：石川県河北郡津幡町字御門ヘ77番4地先（＝御門交差点・石川県道59号高松津幡線交点）

起点は津幡町北東の山間部、瓜生集落の北端。起点から瓜生川に沿って南下し、津幡町河合谷地区に入る。津幡町河合谷町民センターや旧津幡町立河合谷小学校前など国道471号の旧道にあたる経路を西に進み、国道471号の現道に交わる。同町下河合で国道471号と分岐し、大海川にかかる二尾橋をわたり、興津峠を越える。能瀬川に沿って南西に山を下り、終点に至る。

## 歴史
- 1960年（昭和35年）10月15日：路線認定。
- 2016年（平成28年）11月6日：河北縦断道路全線開通に伴い、御門交差点 - 英田北交差点の区間が道路区域から除外、終点が変更となる。

## 通過する自治体
- 石川県
  - 河北郡津幡町

## 接続路線
- 国道471号（河北郡津幡町下河合・西谷橋南詰、同町下河合・二尾橋北詰）
- 石川県道219号興津刈安線（津幡町興津）
- 石川県道223号種七窪線（津幡町種）
- 石川県道59号高松津幡線（津幡町御門・英田北交差点：終点）

## 重複区間
- 国道471号（河北郡津幡町下河合地内）

## 周辺施設
- 河合山
- 大海川
  - 瓜生川
- 峨山禅師碑
- 河合谷郵便局
- 河合谷ふれあいセンター
  - 河合谷町民センター
  - 河合谷公民館
  - 河合谷診療所
- 禁酒の碑
- 旧津幡町立河合谷小学校
- 興津峠
- 三国山
- 石川県森林公園三国山園地（三国山キャンプ場）
- 能瀬川
- NTT西日本 河合谷電話交換所
- 菩提寺峰
- 種地区多目的交流広場
- のせ保育園
- JA石川かほく 英田支店
- 英田郵便局
- 津幡町立英田小学校
- JR七尾線 能瀬駅
- 国道159号（国道249号重複）津幡バイパス 能瀬インターチェンジ
- 河北潟